# Liste der Bodendenkmäler in Windelsbach
Auf dieser Seite sind die Bodendenkmäler in der mittelfränkischen Gemeinde Windelsbach zusammengestellt. Diese Tabelle ist eine Teilliste der Liste der Bodendenkmäler in Bayern. Grundlage ist die Bayerische Denkmalliste, die auf Basis des Bayerischen Denkmalschutzgesetzes vom 1. Oktober 1973 erstmals erstellt wurde und seither durch das Bayerische Landesamt für Denkmalpflege geführt wird. Die folgenden Angaben ersetzen nicht die rechtsverbindliche Auskunft der Denkmalschutzbehörde.

## Bodendenkmäler der Gemeinde Windelsbach

### Bodendenkmäler in der Gemarkung Burghausen
| Lage                  | Objekt                       | Akten-Nr.     | Bild |
| --------------------- | ---------------------------- | ------------- | ---- |
| Burghausen (Standort) | Mittelalterlicher Turmhügel. | D-5-6528-0134 |      |

### Bodendenkmäler in der Gemarkung Cadolzhofen
| Lage                   | Objekt | Akten-Nr.     | Bild |
| ---------------------- | --- | ------------- | ---- |
| Cadolzhofen (Standort) | Mittelalterliche und frühneuzeitliche Befunde im Bereich der evangelisch-lutherischen Tochterkirche Hl. Kreuz, Friedhof des Mittelalters und der frühen Neuzeit. | D-5-6627-0309 |      |

### Bodendenkmäler in der Gemarkung Neusitz
| Lage               | Objekt                             | Akten-Nr.     | Bild |
| ------------------ | ---------------------------------- | ------------- | ---- |
| Neusitz (Standort) | Freilandstation des Mesolithikums. | D-5-6627-0061 |      |

### Bodendenkmäler in der Gemarkung Nordenberg
| Lage                  | Objekt                                                                          | Akten-Nr.     | Bild                       |
| --------------------- | ------------------------------------------------------------------------------- | ------------- | -------------------------- |
| Nordenberg (Standort) | Mittelalterlicher Burgstall.                                                    | D-5-6527-0245 | weitere Bilder             |
| Nordenberg (Standort) | Abschnittswall vor- und frühgeschichtlicher Zeitstellung oder des Mittelalters. | D-5-6527-0246 |                            |
| Nordenberg (Standort) | Bestattungsplatz vorgeschichtlicher Zeitstellung mit Grabhügeln.                | D-5-6527-0247 |                            |
| Nordenberg (Standort) | Mittelalterlicher Turmhügel.                                                    | D-5-6627-0085 | weitere Bilder             |
| Nordenberg (Standort) | Mittelalterlicher Turmhügel.                                                    | D-5-6627-0086 | weitere Bilder             |
| Nordenberg (Standort) | Rothenburger Landhege.                                                          | D-5-6627-0087 | Bodendenkmal D-5-6627-0087 |
| Nordenberg (Standort) | Freilandstation des Mesolithikums.                                              | D-5-6627-0088 |                            |
| Nordenberg (Standort) | Freilandstation des Mesolithikums.                                              | D-5-6627-0089 |                            |
| Nordenberg (Standort) | Freilandstation des Mesolithikums.                                              | D-5-6627-0090 |                            |
| Nordenberg (Standort) | Siedlung der Steinzeiten.                                                       | D-5-6627-0091 |                            |
| Nordenberg (Standort) | Siedlung der Steinzeiten.                                                       | D-5-6627-0092 |                            |
| Nordenberg (Standort) | Siedlung der Steinzeiten.                                                       | D-5-6627-0243 |                            |

### Bodendenkmäler in der Gemarkung Preuntsfelden
| Lage                     | Objekt | Akten-Nr.     | Bild |
| ------------------------ | --- | ------------- | ---- |
| Preuntsfelden (Standort) | Mittelalterlicher Herrensitz. | D-5-6527-0253 |      |
| Preuntsfelden (Standort) | Siedlung der Steinzeiten. | D-5-6527-0255 |      |
| Preuntsfelden (Standort) | Mittelalterliche und frühneuzeitliche Befunde im Bereich des sogenannten Schlösschens.                                                                              | D-5-6527-0261 |      |
| Preuntsfelden (Standort) | Siedlung des Neolithikums. | D-5-6528-0135 |      |
| Preuntsfelden (Standort) | Freilandstation des Mesolithikums. | D-5-6528-0136 |      |
| Preuntsfelden (Standort) | Mittelalterliche und frühneuzeitliche Befunde im Bereich der evangelisch-lutherischen Tochterkirche St. Nikolaus, Friedhof des Mittelalters und der frühen Neuzeit. | D-5-6528-0246 |      |

### Bodendenkmäler in der Gemarkung Windelsbach
| Lage                   | Objekt | Akten-Nr.     | Bild |
| ---------------------- | --- | ------------- | ---- |
| Windelsbach (Standort) | Mittelalterlicher Herrschaftssitz, frühneuzeitliche Befunde im Bereich des ehemaligen Schlosses.                                                                | D-5-6527-0242 |      |
| Windelsbach (Standort) | Siedlung der Steinzeiten. | D-5-6527-0243 |      |
| Windelsbach (Standort) | Freilandstation des Mesolithikums. | D-5-6527-0244 |      |
| Windelsbach (Standort) | Mittelalterliche und frühneuzeitliche Befunde im Bereich der evangelisch-lutherischen Pfarrkirche St. Martin, Friedhof des Mittelalters und der frühen Neuzeit. | D-5-6627-0307 |      |